# Nor Amanos
Nor Amanos – wieś w Armenii, w prowincji Aragacotn. W 2011 roku liczyła 630 mieszkańców.